# Jean Spiro
Jean Herszek Spiro, né le 19 février 1847 à Arnhem et mort le 13 avril 1914 à Lausanne, est un pasteur suisse et orientaliste.

## Biographie
En 1871, il est ordonné à Neuchâtel, puis exerce les fonctions de pasteur dans les communes de Trey (1872–1876) et Porrentruy (1876–1883). De 1883 à 1890, il enseigne les langues orientales au collège Sadiki de Tunis. En 1891, il rentre en Suisse, où il devient chargé de cours à l’Université de Lausanne et pasteur dans la commune de Vufflens-la-Ville. En 1894, il est nommé professeur associé de langues sémitiques et orientales à Lausanne. Parmi les cours qu’il dispense à l’université, figurent des enseignements sur l’épigraphie phénicienne et sabéenne,.

## Travaux sélectionnés
- Chrestomathie élémentaire de l’arabe littéral avec un glossaire (avec Hartwig Derenbourg, 1895, 3e édition 1912).
- Les inscriptions et les stèles votives de  Carthage, 1895.
- Origine et formation du régime matrimonial vaudois, 1896.
- Étude sur le peuple samaritain, 1897.
- Les Yézidi, ou les Adorateurs du diable, 1900.
- L'histoire de Joseph selon la tradition musulmane, 1906[3].